# Biophilia Tour
Il Biophilia Tour è la settima tournée della cantante islandese Björk, incentrata sul suo album in studio del 2011, Biophilia. Il tour è partito da Manchester, nel Regno Unito, il 27 giugno 2011 in occasione del Manchester International Festival e terminato due anni dopo, il 7 settembre 2013, a Berlino, in occasione del Berlin Festival. Le sue tappe hanno toccato Europa, America, Asia e - per la prima volta nella carriera di Björk - Africa.
La tournée aveva in programma sia un residency show con una messa in scena centrale, con diverse serate nello stesso posto, sia un palcoscenico convenzionale per le singole esibizioni nei vari festival. In occasione dell'album e del tour, Björk ha ideato una serie di nuovi strumenti musicali che si potessero controllate dal palco attraverso dei tablet. La cantante ha inoltre indossato diversi vestiti ispirati alla natura e realizzati da stilisti di fama mondiale come Michael van der Ham, Iris van Herpen, Kokon to Zai e Jeremy Scott.
Il tour è stato elogiato dalla critica musicale. È stato realizzato un documentario sull'ideazione e la registrazione dell'album, When Björk Met Attenborough, che include estratti dalle performance live, oltre a un film concerto, Björk: Biophilia Live, che mostra l'intera esibizione del 3 settembre 2013 a Londra ed è stato premiato al Tribeca Film Festival del 2014.

## Artisti d'apertura
- Leila Arab (concerti allo Zenith di Parigi);[1]
- These New Puritans (concerto alla Hollywood Bowl);[2]
- Death Grips (concerto alla Echo Beach);[3]
- Mykki Blanco (concerto alla Echo Beach).

## Canzoni eseguite
| Song                                                               | Album                   |
| ------------------------------------------------------------------ | ----------------------- |
| Cosmogony (con introduzione da "Arc Descents" in molti spettacoli) | Biophilia               |
| Crystalline                                                        | Biophilia               |
| Mutual Core                                                        | Biophilia               |
| Thunderbolt                                                        | Biophilia               |
| Declare Independence                                               | Volta                   |
| Moon                                                               | Biophilia               |
| Hollow                                                             | Biophilia               |
| Náttúra                                                            | Biophilia (Bonus Track) |
| Virus                                                              | Biophilia               |
| Hidden Place                                                       | Vespertine              |
| Mouth's Cradle                                                     | Medúlla                 |
| Dark Matter                                                        | Biophilia               |
| Pagan Poetry                                                       | Vespertine              |
| Solstice                                                           | Biophilia               |
| One Day (cantato per la prima volta dal 1997)                      | Debut                   |
| Jóga                                                               | Homogenic               |
| Sacrifice                                                          | Biophilia               |
| Possibly Maybe                                                     | Post                    |
| Isobel                                                             | Post                    |
| Hunter                                                             | Homogenic               |
| Óskasteinar                                                        | canto popolare          |
| Sonnets/Unrealities XI                                             | Medúlla                 |
| Where Is the Line (cantato con Mike Patton il 28 Maggio 2013)      | Medúlla                 |
| Pluto                                                              | Homogenic               |
| Generous Palmstroke                                                | Vespertine (B-Side)     |
| Heirloom                                                           | Vespertine              |
| Vertebræ by Vertebræ                                               | Volta                   |
| Unravel                                                            | Homogenic               |
| Hyper-ballad                                                       | Post                    |
| All Is Full of Love                                                | Homogenic               |
| Army of Me                                                         | Post                    |
| You've Been Flirting Again                                         | Post                    |
| It's Not Up to You                                                 | Vespertine              |
| Pleasure Is All Mine                                               | Medúlla                 |
| Who Is It                                                          | Medúlla                 |
| Bachelorette                                                       | Homogenic               |
| Immature                                                           | Homogenic               |
| Undo                                                               | Vespertine              |
| Unison                                                             | Vespertine              |
| Venus As a Boy                                                     | Debut                   |

## Concerti
| Data              | Città                  | Nazione     | Luogo                             |
| Europa            | Europa                 | Europa      | Europa                            |
| ----------------- | ---------------------- | ----------- | --------------------------------- |
| 27 giugno 2011    | Manchester             | Inghilterra | Campfield Market Hall             |
| 30 giugno 2011    | Manchester             | Inghilterra | Campfield Market Hall             |
| 3 luglio 2011     | Manchester             | Inghilterra | Campfield Market Hall             |
| 7 luglio 2011     | Manchester             | Inghilterra | Campfield Market Hall             |
| 10 luglio 2011    | Manchester             | Inghilterra | Campfield Market Hall             |
| 13 luglio 2011    | Manchester             | Inghilterra | Campfield Market Hall             |
| 16 luglio 2011    | Manchester             | Inghilterra | Campfield Market Hall             |
| 11 settembre 2011 | Isola di Wight         | Inghilterra | Robin Hill Park                   |
| 12 ottobre 2011   | Reykjavík              | Islanda     | Harpa Concert Hall                |
| 16 ottobre 2011   | Reykjavík              | Islanda     | Harpa Concert Hall                |
| 19 ottobre 2011   | Reykjavík              | Islanda     | Harpa Concert Hall                |
| 22 ottobre 2011   | Reykjavík              | Islanda     | Harpa Concert Hall                |
| 25 ottobre 2011   | Reykjavík              | Islanda     | Harpa Concert Hall                |
| 28 ottobre 2011   | Reykjavík              | Islanda     | Harpa Concert Hall                |
| 31 ottobre 2011   | Reykjavík              | Islanda     | Harpa Concert Hall                |
| 3 novembre 2011   | Reykjavík              | Islanda     | Harpa Concert Hall                |
| 7 novembre 2011   | Reykjavík              | Islanda     | Harpa Concert Hall                |
| Nord America      |                        |             |                                   |
| 3 febbraio 2012   | New York               | Stati Uniti | New York Hall of Science          |
| 6 febbraio 2012   | New York               | Stati Uniti | New York Hall of Science          |
| 12 febbraio 2012  | New York               | Stati Uniti | New York Hall of Science          |
| 15 febbraio 2012  | New York               | Stati Uniti | New York Hall of Science          |
| 18 febbraio 2012  | New York               | Stati Uniti | New York Hall of Science          |
| 22 febbraio 2012  | New York               | Stati Uniti | Roseland Ballroom                 |
| 25 febbraio 2012  | New York               | Stati Uniti | Roseland Ballroom                 |
| 28 febbraio 2012  | New York               | Stati Uniti | Roseland Ballroom                 |
| 2 marzo 2012      | New York               | Stati Uniti | Roseland Ballroom                 |
| 5 marzo 2012      | New York               | Stati Uniti | Roseland Ballroom                 |
| 21 marzo 2012     | Papantla               | Messico     | Parco Takilhsukut                 |
| 24 marzo 2012     | Alajuela               | Costa Rica  | Autodromo La Guácima              |
| Sud America       |                        |             |                                   |
| 31 marzo 2012     | Santiago               | Cile        | Parco O'Higgins                   |
| 6 aprile 2012     | Buenos Aires           | Argentina   | Centro de Exposiciones            |
| 9 aprile 2012     | Buenos Aires           | Argentina   | Centro de Exposiciones            |
| 12 aprile 2012    | Buenos Aires           | Argentina   | Centro de Exposiciones            |
| 15 aprile 2012    | Buenos Aires           | Argentina   | Centro de Exposiciones            |
| Africa            |                        |             |                                   |
| 15 giugno 2012    | Fès                    | Marocco     | Bab Al Makina                     |
| Europa            |                        |             |                                   |
| 22 giugno 2012    | Santiago di Compostela | Spagna      | Città della Cultura della Galizia |
| 27 giugno 2012    | Nîmes                  | Francia     | Arena di Nîmes                    |
| 30 giugno 2012    | Lione                  | Francia     | Teatro Antico di Fourvière        |
| 4 luglio 2012     | Gdynia                 | Polonia     | Aeroporto Babie Doły              |
| 8 luglio 2012     | Roskilde               | Danimarca   | Festivalpladsen                   |
| 5 agosto 2012     | Stoccolma              | Svezia      | Skeppsholmen                      |
| 9 agosto 2012     | Oslo                   | Norvegia    | Middelalderparken                 |
| 12 agosto 2012    | Helsinki               | Finlandia   | Suvilahti                         |
| 16 agosto 2012    | Kiewit                 | Belgio      | Kempische Steenweg                |
| 21 febbraio 2013  | Parigi                 | Francia     | Le Cirque en Chantier             |
| 24 febbraio 2013  | Parigi                 | Francia     | Le Cirque en Chantier             |
| 27 febbraio 2013  | Parigi                 | Francia     | Le Cirque en Chantier             |
| 2 marzo 2013      | Parigi                 | Francia     | Le Cirque en Chantier             |
| 5 marzo 2013      | Parigi                 | Francia     | Zénith de Paris                   |
| 8 marzo 2013      | Parigi                 | Francia     | Zénith de Paris                   |
| 11 marzo 2013     | Crans-Montana          | Svizzera    | Le Régent                         |
| Nord America      |                        |             |                                   |
| 22 maggio 2013    | Richmond               | Stati Uniti | Craneway Pavilion                 |
| 25 maggio 2013    | Richmond               | Stati Uniti | Craneway Pavilion                 |
| 28 maggio 2013    | Richmond               | Stati Uniti | Craneway Pavilion                 |
| 2 giugno 2013     | Los Angeles            | Stati Uniti | Hollywood Palladium               |
| 5 giugno 2013     | Los Angeles            | Stati Uniti | Hollywood Palladium               |
| 8 giugno 2013     | Los Angeles            | Stati Uniti | Hollywood Palladium               |
| 11 giugno 2013    | Los Angeles            | Stati Uniti | Hollywood Bowl                    |
| 15 giugno 2013    | Manchester             | Stati Uniti | Great Stage Park                  |
| 13 luglio 2013    | Ottawa                 | Canada      | LeBreton Flats                    |
| 16 luglio 2013    | Toronto                | Canada      | Echo Beach                        |
| 19 luglio 2013    | Chicago                | Stati Uniti | Union Park                        |
| Asia              |                        |             |                                   |
| 27 luglio 2013    | Yuzawa                 | Giappone    | Naeba Ski Resort                  |
| 31 luglio 2013    | Tokyo                  | Giappone    | Miraikan                          |
| 3 agosto 2013     | Tokyo                  | Giappone    | Miraikan                          |
| 6 agosto 2013     | Tokyo                  | Giappone    | Miraikan                          |
| 10 agosto 2013    | Taipei                 | Taiwan      | TWTC Nangang Exhibition Hall      |
| Europa            |                        |             |                                   |
| 31 agosto 2013    | Stradbally             | Irlanda     | Stradbally Hall                   |
| 3 settembre 2013  | Londra                 | Inghilterra | Alexandra Palace                  |
| 7 settembre 2013  | Berlino                | Germania    | Berlin Tempelhof Airport          |